# Zaouia El Abidia
Zaouia El Abidia (em árabe: اﻟﺰاوﻳﺔ اﻟﻌﺎﺑﺪﻳﺔ) é uma comuna localizada na província de Ouargla, Argélia. De acordo com o censo de 2008, a população total da cidade era de 19 993 habitantes.